# A 69-a ediție a Premiilor Globul de Aur
A 69-a ediție a Premiilor Globul de Aur a avut loc la 15 ianuarie 2012 la Hotelul Beverly Hilton din Beverly Hills, California pe canalul NBC. S-au acordat premii pentru cele mai bune filme din 2011 și cele mai bune emisiuni americane de televiziune din 2011. Ceremonia a fost produsă de Dick Clark Productions în colaborare cu  Hollywood Foreign Press Association.  
Ricky Gervais a fost gazda emisiunii, pentru a treia oară consecutiv. 
Tema muzicală a acestei ediții a fost creată de Yoshiki Hayashi, conducătorul trupei japoneze X Japan.
Nominalizările au fost anunțate de  Woody Harrelson, Sofía Vergara, Gerard Butler și Rashida Jones la    15 decembrie 2011. Printre producțiile care au câștigat cele mai multe Globuri de Aur se numără   filmul mut  The Artist (3 premii) și   The Descendants  (2 premii). Serialul TV Homeland a primit 2 premii.

## Câștigători și nominalizări

### Cinema
| Cel mai bun film | Cel mai bun film |
| Dramă | Muzical sau Comedie |
| --- | --- |
| - The Descendants - The Help - Hugo - The Ides of March - Moneyball - War Horse | - The Artist - 50/50 - Bridesmaids - Midnight in Paris - My Week with Marilyn |
| Cea mai bună interpretare (dramă) | |
| Actor | Actriță |
| - George Clooney – The Descendants as Matt King - Leonardo DiCaprio – J. Edgar ca J. Edgar Hoover - Michael Fassbender – Shame as Brandon Sullivan - Ryan Gosling – The Ides of March as Stephen Meyers - Brad Pitt – Moneyball ca Billy Beane      | - Meryl Streep – The Iron Lady ca Margaret Thatcher - Glenn Close – Albert Nobbs as Albert Nobbs - Viola Davis – The Help as Aibileen Clark - Rooney Mara – The Girl with the Dragon Tattoo ca Lisbeth Salander - Tilda Swinton – We Need to Talk About Kevin as Eva Khatchadourian |
| Cea mai bună interpretare (muzical/comedie) | |
| Actor | Actriță |
| - Jean Dujardin – The Artist as George Valentin - Brendan Gleeson – The Guard as Gerry Boyle - Joseph Gordon-Levitt – 50/50 as Adam Lerner - Ryan Gosling – Crazy, Stupid, Love. as Jacob Palmer - Owen Wilson – Midnight in Paris as Gil Pender    | - Michelle Williams – My Week with Marilyn ca Marilyn Monroe - Jodie Foster – Carnage as Penelope Longstreet - Charlize Theron – Young Adult as Mavis Gary - Kristen Wiig – Bridesmaids as Annie Walker - Kate Winslet – Carnage as Nancy Cowan |
| Cea mai bună interpretare în rol secundar | |
| Actor în rol secundar | Actriță în rol secundar |
| - Christopher Plummer – Beginners as Hal Fields - Kenneth Branagh – My Week with Marilyn ca Laurence Olivier - Albert Brooks – Drive as Bernie Rose - Jonah Hill – Moneyball ca Peter Brand - Viggo Mortensen – A Dangerous Method ca Sigmund Freud | - Octavia Spencer – The Help as Minny Jackson - Bérénice Bejo – The Artist as Peppy Miller - Jessica Chastain – The Help as Celia Foote - Janet McTeer – Albert Nobbs as Hubert Page - Shailene Woodley – The Descendants as Alexandra King |
| Altele | |
| Cel mai bun regizor | Cel mai bun scenariu |
| - Martin Scorsese – Hugo - Woody Allen – Midnight in Paris - George Clooney – The Ides of March - Michel Hazanavicius – The Artist - Alexander Payne – The Descendants                                                                              | - Woody Allen – Midnight in Paris - George Clooney, Grant Heslov, and Beau Willimon – The Ides of March - Michel Hazanavicius – The Artist - Alexander Payne, Nat Faxon, and Jim Rash – The Descendants - Steven Zaillian and Aaron Sorkin – Moneyball |
| Cea mai bună coloană sonoră | Cea mai bună melodie originală |
| - Ludovic Bource – The Artist - Abel Korzeniowski – W.E. - Trent Reznor and Atticus Ross – The Girl with the Dragon Tattoo - Howard Shore – Hugo - John Williams – War Horse                                                                        | - "Masterpiece" (music and lyrics by Madonna, Julie Frost, and Jimmy Harry) – W.E. - "Hello Hello" (music by Elton John, lyrics by Bernie Taupin) – Gnomeo & Juliet - "The Keeper" (music & lyrics by Chris Cornell) – Machine Gun Preacher - "Lay Your Head Down" (music by Brian Byrne, lyrics by Glenn Close) – Albert Nobbs - "The Living Proof" (music by Thomas Newman, Mary J. Blige, and Harvey Mason Jr., lyrics by Blige, Mason, and Damon Thomas) – The Help |
| Cel mai bun film de animație | Cel mai bun film străin |
| - The Adventures of Tintin: The Secret of the Unicorn - Arthur Christmas - Cars 2 - Puss in Boots - Rango | - A Separation • Iran - The Flowers of War • China - In the Land of Blood and Honey •Statele Unite (în bosniacă/sârbă) - The Kid with a Bike • Belgia/Franța - The Skin I Live In • Spania |

### Filme cu mai multe nominalizări
- 6 nominalizări – The Artist
- 5 nominalizări – The Descendants and The Help
- 4 nominalizări – The Ides of March, Midnight in Paris and Moneyball
- 3 nominalizări – Albert Nobbs, Hugo, and My Week with Marilyn
- 2 nominalizări – 50/50, Bridesmaids, Carnage, The Girl with the Dragon Tattoo, War Horse, and W.E.

### Filme care au câștigat mai multe premii
- 3 premii – The Artist
- 2 premii – The Descendants

### Televiziune
| Cel mai bun serial TV | Cel mai bun serial TV |
| Dramă | Muzical/comedie |
| --- | --- |
| - Homeland - American Horror Story - Boardwalk Empire - Boss - Game of Thrones | - Modern Family - Enlightened - Episodes - Glee - New Girl |
| Cea mai bună interpretare într-un serial TV – Dramă | |
| Actor | Actriță |
| - Kelsey Grammer – Boss as Tom Kane - Steve Buscemi – Boardwalk Empire ca Nucky Thompson - Bryan Cranston – Breaking Bad ca Walter White - Jeremy Irons – The Borgias ca Pope Alexander VI - Damian Lewis – Homeland ca Nicholas Brody                                  | - Claire Danes – Homeland ca Carrie Mathison - Mireille Enos – The Killing as Sarah Linden - Julianna Margulies – The Good Wife ca Alicia Florrick - Madeleine Stowe – Revenge ca Victoria Grayson - Callie Thorne – Necessary Roughness as Dr. Danielle "Dani" Santino                                       |
| Cea mai bună interpretare într-un serial TV – Comedie/muzical | |
| Actor | Actriță |
| - Matt LeBlanc – Episodes as Himself - Alec Baldwin – 30 Rock ca Jack Donaghy - David Duchovny – Californication ca Hank Moody - Johnny Galecki – The Big Bang Theory ca Dr. Leonard Hofstadter - Thomas Jane – Hung as Ray Drecker                                     | - Laura Dern – Enlightened as Amy Jellicoe - Zooey Deschanel – New Girl as Jessica "Jess" Day - Tina Fey – 30 Rock ca Liz Lemon - Laura Linney – The Big C as Catherine "Cathy" Jamison - Amy Poehler – Parks and Recreation ca Leslie Knope                                                                  |
| Cea mai bună interpretare într-o miniserie sau film de televiziune | |
| Actor | Actriță |
| - Idris Elba – Luther as Detective Chief Inspector John Luther - Hugh Bonneville – Downton Abbey as Robert, Earl of Grantham - William Hurt – Too Big to Fail ca Henry Paulson - Bill Nighy – Page Eight as Johnny Worricker - Dominic West – The Hour as Hector Madden | - Kate Winslet – Mildred Pierce as Mildred Pierce - Romola Garai – The Hour as Bel Rowley - Diane Lane – Cinema Verite as Pat Loud - Elizabeth McGovern – Downton Abbey as Cora, Countess of Grantham - Emily Watson – Appropriate Adult as Janet Leach                                                       |
| Cea mai bună interpretare în rol secundar într-o miniserie sau film de televiziune | |
| Actor în rol secundar | Actriță în rol secundar |
| - Peter Dinklage – Game of Thrones ca Tyrion Lannister - Paul Giamatti – Too Big to Fail ca Ben Bernanke - Guy Pearce – Mildred Pierce as Monty Beragon - Tim Robbins – Cinema Verite as Bill Loud - Eric Stonestreet – Modern Family as Cameron Tucker                 | - Jessica Lange – American Horror Story as Constance Langdon - Kelly Macdonald – Boardwalk Empire as Margaret Schroeder - Maggie Smith – Downton Abbey as Violet, Dowager Countess of Grantham - Sofía Vergara – Modern Family as Gloria Delgado-Pritchett - Evan Rachel Wood – Mildred Pierce as Veda Pierce |
| Cea mai bună miniserie sau film TV | |
| - Downton Abbey - Cinema Verite - The Hour - Mildred Pierce - Too Big to Fail | |

### Seriale TV cu mai multe nominalizări
- 4 nominalizări – Downton Abbey and Mildred Pierce
- 3 nominalizări – Boardwalk Empire, Cinema Verite, Homeland, The Hour, Modern Family, and Too Big to Fail
- 2 nominalizări – 30 Rock, American Horror Story, Boss, Enlightened, Episodes, Game of Thrones and New Girl

### Seriale TV cu mai multe premii
- 2 premii – Homeland

## Prezentatori
- Jessica Alba și Channing Tatum - Best Animated Feature Film
- Antonio Banderas și Salma Hayek - Best Television Series – Comedy or Musical
- Kate Beckinsale și Seth Rogen - Best Actress in a Motion Picture – Musical or Comedy
- Jessica Biel și Mark Wahlberg - Best Actor in a Motion Picture – Musical or Comedy
- Emily Blunt a prezentat Bridesmaids
- Pierce Brosnan
- Gerard Butler și Mila Kunis - Best Supporting Actor – Motion Picture
- George Clooney a prezentat Moneyball
- Bradley Cooper - Best Supporting Actress – Motion Picture
- Meltem Cumbul Announced about Golden Globe rating
- Johnny Depp a prezentat Hugo
- Robert Downey, Jr. a prezentat The Artist
- Jimmy Fallon și Adam Levine with Best Original Song and Best Original Score
- Tina Fey și Jane Lynch with Best Actor in a Television Series – Comedy or Musical
- Colin Firth with Best Actress in a Motion Picture – Drama
- Jane Fonda with Best Motion Picture – Musical or Comedy
- Harrison Ford with Best Motion Picture – Drama
- Sarah Michelle Gellar și Piper Perabo with Best Supporting Actor – Series, Miniseries or Television Film
- Jake Gyllenhaal a prezentat My Week With Marilyn
- Dustin Hoffman with Best Actress in a Television Series – Drama
- Felicity Huffman and William H. Macy with Best Supporting Actress – Series, Miniseries or Television Film
- Angelina Jolie with Best Director
- Nicole Kidman and Clive Owen with Best Screenplay
- Ashton Kutcher and Elle Macpherson with Best Actress in a Television Series – Comedy or Musical
- Queen Latifah a prezentat The Help
- Rob Lowe și Julianne Moore with Miss Golden Globe, Best Actress – Miniseries or Television Film and Best Miniseries or Television Film
- Madonna with Best Foreign Language Film
- Melissa McCarthy și Paula Patton with Best Actor in a Television Series – Drama and Best Television Series – Drama
- Ewan McGregor a prezentat 50/50
- Katharine McPhee and Debra Messing with Best Actor – Miniseries or Television Film
- Michelle Pfeiffer a prezentat War Horse
- Freida Pinto a prezentat Midnight in Paris
- Brad Pitt a prezentat The Ides of March
- Sidney Poitier și Helen Mirren with the Cecil B. DeMille Award
- Natalie Portman with Best Actor in a Motion Picture – Drama
- Reese Witherspoon a prezentat The Descendants